# More
 Ovo je glavno značenje pojma More. Za druga značenja pogledajte More (razdvojba).
More čine vodene mase na površini Zemlje prosječno jednakih fizikalnih i kemijskih svojstava, koje su u međusobnoj vezi. Također je i životna zajednica. Mora se dijele u tri oceana: Tihi, Atlantski i Indijski ocean, ali uz navedena tri izdvajaju se još Arktički i Južni ocean. Mora mogu biti sredozemna (između kontinenata), rubna (uz rubove kontinenata), unutrašnja (u kontinentima) i zatvorena (samostalne, nepovezane cjeline). Najveći dio mora čine rubna mora smještena uz kontinente.
Neke od biljaka i životinja zastupljenih u moru su alge, morska salata, ribe, ježinci i morske zvijezde.

## Fizikalna svojstva mora
Svjetsko more obuhvaća 1368 mil. km3; masa mu iznosi 1,44 trilijuna tona, odnosno 420. dio sveukupne mase Zemlje.

U odnosu na slatku vodu, morska voda ima manji specifični toplinski kapacitet, manju toplinsku provodnost i površinsku napetost.

Specifični toplinski kapacitet i parcijalni tlak vodene pare smanjuju se s povećanjem slanosti.

Koeficjent toplinske provodnosti manji je za morsku vodu i raste s povećanjem temperature i tlaka.

Indeks loma svjetlosti raste s povećanjem slanosti i sa smanjenjem temperature. Osmotski tlak raste s povećanjem temperature i saliniteta. Površinska napetost mora, koja iznosi 73 Mn/M, ubraja se u najveće površinske napetosti kapljevina u prirodi.

Koeficijent toplinskoga rastezanja veći je nego kod čiste vode, a raste s povećanjem tlaka.

## Temperatura mora
More se zagrijava upijanjem Sunčeva zračenja, a hladi emitiranjem dugovalnoga zračenja, isparavanjem te vođenjem topline između atmosfere i mora.
More najviše prima toplinu u ekvatorskim područjima, a najviše ju gubi u polarnima, pa se prosječne površinske temperature smanjuju s povećanjem geografske širine.

Površinske izoterme pokazuju nepravilnosti koje nastaju zbog utjecaja struja na temperaturno poje.

Oko 53% površine mora ima prosječnu temperaturu višu od 20 °C; najtoplija je površina Crvenoga mora i Perzijskoga zaljeva (35 °C); prosječna godišnja temperatura Tihog oceana iznosi 19,1 °C, Indijskoga 17,0 °C, a Atlantskoga 16,9 °C.

U području niskih geografskih širina temperatura se prema dnu smanjuje za približno 20 °C u sloju termokline (prvih 1000m), a poslije se smanjuje neznatno.

Sve morske vode dublje od približno 1000m jednolika su vodena masa temperature od 0 do 4 °C. U velikim dubokomorskim depresijama, na dubinama od 2000 do 3000 m, temperatura se smanjuje, a u još većim dubinama raste (adijabatsko povećanje temperature zbog povećanoga tlaka).

Godišnje kolebanje površinske temperature u području srednjih geografskih širina iznosi 8 °C, a u tropima i području veće, npr. u sjevernom je Jadranu 16 °C.

Godišnje kolebanje temperatura na otvorenome moru dopire do dubine od stotinjak metara. Dnevno kolebanje površinske temperature u srednjim je geografskim širinama oko 0,3C u tropskim područjima do 1 °C za mirna vremena, a osjeća se do dubine od nekoliko desetaka metara.

## Kemijski sastav mora
More je u prvom redu otopina različitih anorganskih soli, u manjoj mjeri i plinova i organskih tvari, a sadrži i netopljive suspendirane čestice.

Isparavanjem mora zaostaje kao talog morska sol, smjesa anorganskih soli u kojoj su osnovni sastojci kloridi i sulfati: natrijev klorid (NaCl), magnezijev klorid (MgCl2), magnezijev sulfat (MgSO4), kalcijev sulfat (CaSO4) i kalijev sulfat (K2SO4).

Otopljene anorganske soli disocirane su u vodi na ione. Na pH-vrijednost mora, koja iznosi od 7,50 do 8,25, utječu ugljikov dioksid i njegovo pufersko djelovanje te soli i procesi njihove hidrolize.

U elementarnom sastavu tvari otopljenih u moru glavninu tvori 12 kemijskih elemenata.

Najviše ima klora, zatim slijede natrij, magnezij, sumpor, kalij, brom, ugljik, stroncij, bor, silicij i fluor.
Ta glavna skupina elemenata čini čak 99,98% svih prisutnih elemenata, dok se u vrlo malom udjelu od 0,02% nalazi još pedesetak elemenata.

## Salinitet (slanost) mora
Salinitet, tj. udjel otopljenih anorganskih soli u moru, izražava se u gramima po kilogramu (g/kg), odnosno u promilima (‰).

Za razliku od slatnih voda, u sastavu kojih postoje velike razlike, u moru je međusobni omjer sastojaka približno stalan.

Salinitet ovisi o razlici između količine vode koja je napustila ocean isparavanjem i količine vode koja je u nj pristigla oborinama i dotokom kopnenih voda, o stvaranju i otapanju leda, strujanju i mijašanju u moru.

Prosječni je alinitet oceana 35‰, u područjima visokih geografskih širina i ekvatora oborine prevladavaju nad isparavanjem pa se javljaju minimumi saliniteta, a u suptropskim područjima isparavanje premašuje oborine pa je salinitet maksimalan.

U obalnim morima, u kojima je dotok slatke vode veći od isparavanja (npr. Baltičko i Crno more, Sjeverno ledeno more), salinitet je ponegdje manji od 10‰.

U morima u kojima je isparavanje veće od dotoka slatke vode, salinitet je veći od prosječnog i iznosi od 38 do 41‰ (npr. u Sredozemnom i Crvenome moru). Salinitet na površini otvorenog oceana, prikazan s pomoću izohalina, iznosi od približno 32‰ (sjeverni dio Tihog oceana) do 37‰ (dijelovi i Atlantskog oceana u suptropskom pojasu).

U većem dijelu oceana slanost se smanjuje s povećanjem dubine u tzv. sloju halokline, na dubini između 600 i 1000 m postiže minimum, a zatim se lagano povećava.

## More kao izvor energije
U prirodne obnovljive izvore energije, osim drva i biomase, najiskorištenije je Sunčevo zračenje, vjetar, vodena energija, a zatim morske struje i valovi, toplina mora, te plima i oseka.
- Morski valovi imaju golemu potencijalnu energiju, npr. jedan udar prosječno velikoga vala može proizvesti energiju od 75 mil. kilovata.
- Morske mijene također proizvode veliku energiju, koja u prosjeku iznosi više od 8 trilijuna kilovata (u Francuskoj u Bretanji, je izgrađena prva elektrana koja iskorištava morsku energiju).

Postoje mogućnosti iskorištavanja razlike u temperaturi površinske i dubinske vode, iz koje bi se mogla dobiti velika energija.
- Plima i oseka, tj. razlika u razini mora kao njihova posljedica, mogu se iskoristiti kao energetski izvor pregrađivanjem morskih zaljeva s izrazito velikih promjenama razine. Prema ukupnoj energiji tog i sličnih izvora (morske struje i valovi), stvarne su mogućnosti njegova iskorištavanja vrlo malene.
- Nafta i prirodni plin koji se nalaze u podmorju već danas imaju veliko gospodarsko značenje.

Od svjetskih rezervi nafte i plina utvrđenih 2003. Ispod morskog dna nalazilo se oko 20% nafte i prirodnoga plina. Najviše nafte nalazi se uz obale Bliskog istoka, a prirodnoga plina uz obale Bliskog istoka i Europe.
Najbogatija nalazišta nafte i plina nalaze se u razmjerno plitkim morskim bazenima, koji su pristupačni s obzirom na gospodarske i tehnološke mogućnosti.
Nafta se vadi iz podmorja u Meksičkome zaljevu, Karipskome moru, Sredozemnome moru, Crnome moru, Crvenome moru, Sjevernome moru i dr.
Predviđa se da će tehnologija eksploatacije nafte omogućiti vađenje nafte i iz većih morskih dubina. S povećanjem dubine, povećavaju se troškovi eksploatacije, pa prema tomu i cijena nafte. Istraživanja nafte i prirodnoga plina u podmorju obavlja danas više do 80 zemalja, od kojih 40 već proizvodi naftu i prirodni plin.
Od ostalih mineralnih resursa koji se nalaze u morskom dnu najveću vrijednost ima mangan, koji se danas naveliko eksploatira.

U managanskim grumenima (manganese nodulas) nalaze se i znatne količine bakra, nikla, kobalta i molibdena.

Danas je već otvoreno nekoliko stotina ležišta. Među ostalim su stvarima koje se mogu iskorištavati iz mora kalcijev karbonat, kositar, magnezit, zlato, platina, dijamanti, titanij, soli.

U nas se bušenjem s platformi i geološki ispituje područje šelfa sjevernog i srednjeg Jadrana.

## Popis mora podijeljenih po oceanima

### Tihi ocean
- Kalifornijski zaljev
- Cortesovo more
- Aljaski zaljev
- Beringovo more
- Ohotsko more
- Japansko more
- Unutarnje more
- Žuto more
  - Korejski zaljev
  - Zaljev Po Hai
  - Zaljev Liaotung
- Istočnokinesko more
- Južnokinesko more
  - Zaljev Tonkin
  - Tajlandski zaljev
- Filipinsko more
- More Mindanao
- Sulusko more
- Celebesko more
- Molučko more
- Javansko more
- Floresko more
- Bandsko more
- Timorsko more
- Arafursko more
- Zaljev Carpentaria
- Bismarckovo more
- Salomonsko more
- Koraljno more
- Tasmanovo more
- Rossovo more

### Atlantski ocean
- Sredozemno more
  - Alboransko more
  - Zaljev Sidra
  - Mramorno more
  - Crno more
    - Azovsko more

  - Egejsko more
    - Kretsko more

  - Jonsko more
  - Jadransko more
    - Novigradsko more
    - Karinsko more

  - Tirensko more
  - Ligursko more
  - Lionski zaljev
  - Balearsko more
- Biskajski zaljev
- Sjeverno more
- Baltičko more
  - Finski zaljev
  - Botnički zaljev
- Keltsko more
- Irsko more
- Hebridsko more
- Norveško more
- Sjeverno ledeno more
  - Barentsovo more
  - Bijelo more
  - Karsko more
  - Laptevsko more
  - Istočnosibirsko more
  - Čukotsko more
  - Beaufortovo more
    - Amundsenov zaljev

  - Melvilleovo more
  - Zaljev Boothia
  - Grenlandsko more
- Baffinov zaljev
- Zaljev Foxe
- Hudsonov zaljev
  - Jamesov zaljev
- Labradorsko more
- Zaljev St. Lawrence
- Zaljev Fundy
- Sargaško more
- Karipsko more
- Meksički zaljev
- Weddellovo more
- Gvinejski zaljev

### Indijski ocean
- Crveno more
  - Aqabski zaljev
- Adenski zaljev
- Perzijski zaljev
- Omanski zaljev
- Arapsko more
- Lakadivsko more
- Bengalski zaljev
- Burmansko more
- Veliki australski zaljev
- Zaljev Spencer
- Zaljev St. Vincent

### Zatvorena mora
- Aralsko jezero
- Kaspijsko more
- Mrtvo more
- Galilejsko more
- Saltonsko more

## Izvanzemaljska mora
- Mjesečeva mora su ogromne bazaltne ravni na Mjesecu koje su rani astronomi smatrali da su vodene mase, pa su ih nazivali "morima".

Smatra se da je tekuća voda prisutna ispod površina nekoliko mjeseca od kojih je najznačajniji Europa.
Na Titanovoj površini su nazočne površine prekrivene tekućim niskim ugljikovodicima, što Titan čini jedinim planetarnim tijelom u Sunčevom sustavu koje na svojoj površini ima stabilnu tekućinu.

## Više informacija
- Geografija
- Uvala
- Međunarodna pomorska organizacija
- Ocean
- Rijeka
- Morska sol
- Brod
- Voda
- Svjetski dan oceana